# バン・ダルガン国立公園
バン・ダルガン国立公園（アルガン礁国立公園）は、ヌアクショットとヌアディブの間に位置する、モーリタニア西岸の国立公園である。ティミリス岬を中心とする12000km2の国立公園で、面積のおよそ半分は海域である。沖合いには暖流と寒流がぶつかる潮目があるため、魚が多く集まり、それを目当てとする鳥類や海棲哺乳類も多く集まる。とりわけ、公園内のティドラ島、ニルミ島、ナイル島、キジ島、アルガン島などを含む砂州は、渡り鳥の楽園と化している。こうした鳥類と海洋生物の多彩さが評価され、ユネスコの世界遺産リストに登録されている。

## 地理
モーリタニア北西部ダフレト・ヌアディブ州の沿岸部の陸地及び海域が対象だが、国立公園内はかなり平坦な地形であり、最高点は標高15m である。海洋も遠浅の海が広がり、国立公園内では最深部でも5m の深さしかない。
気候は、温帯と熱帯の境界域に当たっているという点と、砂漠が多い陸地と海風が冷やされる海洋から成るという2つの点で対照的である。年平均降水量は34mmから40mmとかなり低い。

## 植物相
植物相は生物地理区上の区分では旧北区とエチオピア区の境界域に位置する。砂漠が近い陸地にはアカザ科、タデ科、トウダイグサ科などの植物が見られる草地が散在する。沿岸部にはまばらにヒルギダマシの小群生地が見られ、西アフリカでのマングローブが生育する北限となっている。砂漠が迫っている環境であり、湿地帯の消失すら懸念される事態になっている。
遠浅の海には多くの海草が繁茂しており、アマモ科のゾステラ・ノルティイ (Zostera noltii)、 キュモドケア・ノドサ (Cymodocea nodosa)、ハロドゥレ・ウリグティイ (Halodule wrightii) などが見られる。

## 動物相
バン・ダルガン国立公園が鳥類の数の多さと種の多さの両面で、ジュッジ鳥類国立公園やサルーム・デルタなどを凌駕する西アフリカ最重要の鳥類の繁殖地・越冬地であることは、国際自然保護連合(IUCN)やバードライフ・インターナショナルが共通して認識するところである。この国立公園には、およそ700万羽の渡り鳥が飛来し、そのうち300万羽がこの地で越冬する。ヨーロッパ大陸やシベリアなどから飛来する渡り鳥もいる。鳥類の種は108種以上と見積もられ、100万羽におよぶクロアジサシを筆頭に、オオフラミンゴ、モモイロペリカン、シロペリカン、ハジロコチドリ、オオソリハシシギ、アカアシシギ、コオバシギ、ダイゼン、ヘラサギ、セグロアジサシなどが見られる。
また、海棲哺乳類に目を移すと、アフリカウスイロイルカ、ハナゴンドウ、マイルカ、ハンドウイルカ、シャチ、ナガスクジラ、チチュウカイモンクアザラシなど、こちらも多彩である。特に絶滅寸前のチチュウカイモンクアザラシは約100頭の生息が確認されており、これは全世界の生息数の約25%と見積もられている。
また、絶滅が危惧されているウミガメも多く、絶滅危惧種のアオウミガメとアカウミガメ、絶滅寸前のオサガメとタイマイ、危急種のヒメウミガメの繁殖も確認されている。魚類にも稀少な種はいくつもおり、絶滅危惧種のノコギリエイの仲間スモールトゥース・ソーフィッシュ、危急種のシロシュモクザメなどが生息している。付近の陸上ではドルカスガゼルも生息している。

## 人との関わり
現在では砂漠が差し迫っている沿岸部も、サハラに緑が溢れていた時期には、肥沃な三角州が形成されていたと推測されている。ティドラ島など、公園内の島からは石器時代の人類の生活跡が発見されている。
近世以降は、オランダ人、ポルトガル人、フランス人などが一帯の支配権を争い、めまぐるしく統治者が交代した。バン・ダルガン（アルガン暗礁）の名が示すように一帯は暗礁の多い浅瀬が広がっており、1816年にはフランスのフリゲート艦メデューズ号が暗礁に乗り上げ、多くの犠牲者をだした。しかし、逆に、こうした難所となる地形によって、自然環境が守られてきたという指摘もある。
公園内には1000人ほどの先住民族イムラゲン人が住んでおり、彼らはイルカの習性をうまく利用した伝統的なボラ漁を営んでいる。彼らのボラ漁は持続可能性を満たす適正なものだが、公園指定地域のすぐ外では乱獲が行われ、水産資源の悪化が懸念されている。
国立公園は、自然環境の悪化への懸念から、観光客の立ち入りは認められていない。

## 世界遺産
バン・ダルガン国立公園は1976年に設定された。1982年にはラムサール条約の登録地となり、1986年にはブラン岬 (Cap Blanc) のレヴリエ湾完全保護区 (Reserve Intégrale de la Baie du Lévrier) とラス・クエベシリャス完全保護区 (Reserve Intégrale de Las Cuevecillas) を合わせたブラン岬完全保護区が追加された。ブラン岬周辺は、前出の稀少なチチュウカイモンクアザラシの生息域になっており、完全保護区の設定はチチュウカイモンクアザラシの保護を主目的としており、世界最大の生息地となっている。
IUCNカテゴリーについては、バン・ダルガン国立公園全体はII（国立公園）だが、ブラン岬完全保護区のみはIa（厳正保護地域）となっている。1989年にモーリタニア初の世界遺産として登録された。

### 登録名
世界遺産としての正式登録名は、Banc d'Arguin National Park （英語）、Parc national du banc d'Arguin （フランス語）である。その日本語訳は資料によって以下のような違いがある。
- バン・ダルガン国立公園 - 『ユネスコ世界遺産』など[21][22]
- バンダルガン国立公園 - 世界遺産アカデミー[5]
- バンダルギン国立公園 - 日本ユネスコ協会連盟[23]
- アルガン礁国立公園 - 青柳正規ほか[24][25][26]
- アルガン岩礁国立公園 - 古田陽久・古田真美[27]
- アルガン暗礁国立公園 - 中川武・三宅理一・山田幸正[28]

### 登録基準
世界遺産委員会はバン・ダルガン国立公園の顕著な普遍的価値をこう説明している。
バン・ダルガンは営巣をする鳥たちや旧北区の渡りをする渉禽類にとって、世界でも最重要地域のひとつである。大西洋岸に位置するこの公園は、砂丘、海岸の湿地、小さな島々、浅瀬によって構成されている。砂漠の峻厳さと海域の生物多様性とが、比類のない対照的な自然的価値を持つ陸上・海上の景観を作り出している。
この世界遺産は世界遺産登録基準のうち、以下の条件を満たし、登録された（以下の基準は世界遺産センター公表の登録基準からの翻訳、引用である）。
- (9) 陸上、淡水、沿岸および海洋生態系と動植物群集の進化と発達において進行しつつある重要な生態学的、生物学的プロセスを示す顕著な見本であるもの。
  - この基準は、湿地帯を含む海岸線の環境が、鳥類や海棲哺乳類をはぐくむ多様性と豊かさを備えていることなどに対して適用された[1]。

- (10) 生物多様性の本来的保全にとって、もっとも重要かつ意義深い自然生息地を含んでいるもの。これには科学上または保全上の観点から、すぐれて普遍的価値を持つ絶滅の恐れのある種の生息地などが含まれる。
  - この基準は前述のように、絶滅危惧種を含む鳥たちにとって、世界最重要級の繁殖地・越冬地となっていることなどに対して適用された[1]。

### 詳細な登録範囲図

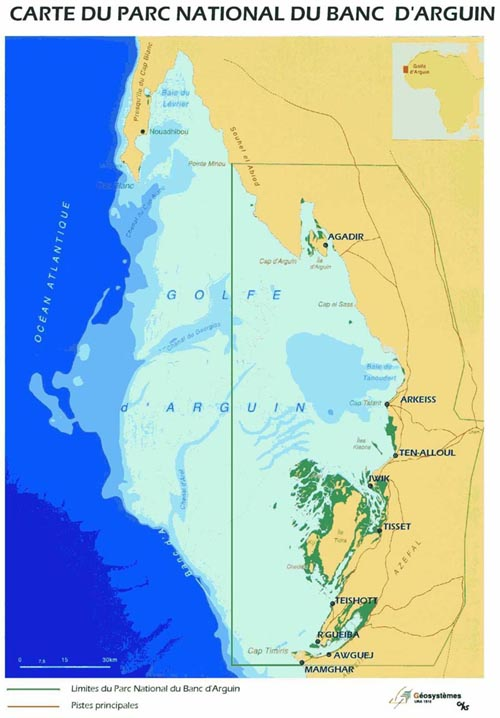